# Saša Petejan
Saša Petejan, slovenska novinarka in publicistka.
Saša Petejan je diplomirala leta 1999 iz novinarstva na Univerzi v Ljubljani. V Kaliforniji se je izpopolnjevala iz transgeneracijske travme in ustne zgodovine. Skupaj z zgodovinarko Uršo Strle iz Znanstvenoraziskovalnega centra SAZU in s fotografinjo Manco Juvan, ki je bila večkrat nagrajena za reportaže iz nekdanjih vojnih območij v Afganistanu, je dve leti obiskovala lokacije italijanskih fašističnih koncentracijskih taborišč na Rabu, v Gonarsu, Viscu, Renicciju in Chiesanuovi ter v Sloveniji posnela intervjuje z redkimi še živečimi nekdanjimi interniranci in njihovimi svojci. Rezultati projekta so bili predstavljeni v Ljubljani v Muzeju novejše zgodovine na razstavi Zadnji pričevalci in na internetu, nato pa še v Kopru, Starem trgu pri Ložu in ob mednarodnem dnevu spomina na holokavst v slovenskem parlamentu.
Bila je nominirana za naziv osebnost Primorske leta 2013.

## Izbrani članki
- Otroci in vojna: internacija je mnogo več kot le politična dediščina, Dnevnik, 19. marec 2011.